# Lorenzo Pellegrini
Lorenzo Pellegrini   (Roma, 19 de juny de 1996) és un futbolista italià que juga com a migcampista a l'AS Roma de la Sèrie A d'Itàlia.

## Trajectòria
El 30 de juny de 2017, va ser fitxat per la Roma provinent del Sassuolo Calcio fins al 2022 a canvi de 10 milions d'euros; el jugador va tornar així al seu club de formació després de dos anys, i li va ser adjudicada la samarreta número 7.
L'1 de desembre de 2017, marca el seu primer gol amb la Roma contra el SPAL.

## Internacional
Va ser convocat a la selecció absoluta d'Itàlia per primera vegada una vegada finalitzada la temporada 2016/17.
Va debutar amb la nazionale el 31 de maig de 2017, en un amistós contra San Marino a l'Estadi Carlo Castellani, va ingressar en el segon temps amb la samarreta número 20 i van guanyar 8-0. El seu primer partit el va disputar amb 20 anys i 346 dies.
El següent compromís que va jugar Itàlia va ser davant l'Uruguai, no va tenir minuts però van guanyar 3-0.
A nivell oficial, l'11 de juny va tenir els seus primers minuts en la classificació europea al mundial, va ser titular davant Liechtenstein i van guanyar 5-0.